# لودفيك دنديريز
لودفيك دنديريز (بالبولندية: Ludwik Denderys)‏ (مواليد 26 أبريل 1944) هو ملاكم بولندي، مثّل بلاده في الألعاب الأولمبية الصيفية 1972.

## روابط خارجية
- لودفيك دنديريز على موقع أوليمبيديا (الإنجليزية)
- لودفيك دنديريز على موقع اللجنة الأولمبية البولندية (مؤرشف) (البولندية)